# 6 Heures de Silverstone 2017
Navigation
Édition précédente Édition suivante
Les 6 Heures de Silverstone 2017 est la première manche du championnat du monde d'endurance FIA 2017 et la 30e édition de l'épreuve. La course est remportée par la Toyota TS050 Hybrid no 8 pilotée par Anthony Davidson, Sébastien Buemi et Kazuki Nakajima.

## Circuit
Les 6 Heures de Silverstone 2017 se déroulent sur le Circuit de Silverstone, en Angleterre. Il est caractérisé par ses courbes rapides, comme l'enchaînement Maggots-Becketts-Chapel très sélectif, suivi d'une longue ligne droite jusqu'au virage Stowe. Ce site est ancré dans la compétition automobile, néanmoins il a connu plus de dix modifications de son tracé, la dernière datant de 2010. Ce circuit est célèbre car il accueille la Formule 1, dont la première manche s'est déroulée sur ce circuit.

## Qualifications
Le tableau ci-dessous présente les résultats provisoires des qualifications. Le premier de chaque catégorie est signalé par un fond jaune.
| Pos | Classe    | Équipe                          | Temps moyen    | Écart     | Grille |
| --- | --------- | ------------------------------- | -------------- | --------- | ------ |
| 1   | LMP1      | No 7 Toyota Gazoo Racing        | 1 min 37 s 304 | —         | 1      |
| 3   | LMP1      | No 1 Porsche LMP Team           | 1 min 38 s 615 | +1 s 311  | 3      |
| 4   | LMP1      | No 2 Porsche LMP Team           | 1 min 39 s 063 | +1 s 759  | 4      |
| 5   | LMP2      | No 26 G-Drive Racing            | 1 min 44 s 387 | +7 s 083  | 5      |
| 6   | LMP2      | No 36 Signatech Alpine Matmut   | 1 min 44 s 433 | +7 s 129  | 6      |
| 7   | LMP2      | No 38 Jackie Chan DC Racing     | 1 min 44 s 591 | +7 s 287  | 7      |
| 8   | LMP2      | No 31 Vaillante Rebellion       | 1 min 45 s 194 | +7 s 890  | 8      |
| 9   | LMP1      | No 4 ByKolles Racing            | 1 min 45 s 235 | +7 s 931  | 9      |
| 10  | LMP2      | No 13 Vaillante Rebellion       | 1 min 45 s 323 | +8 s 019  | 10     |
| 11  | LMP2      | No 24 CEFC Manor TRS Racing     | 1 min 46 s 102 | +8 s 798  | 11     |
| 12  | LMP2      | No 28 TDS Racing                | 1 min 46 s 183 | +8 s 879  | 12     |
| 13  | LMP2      | No 25 CEFC Manor TRS Racing     | 1 min 46 s 494 | +9 s 190  | 13     |
| 14  | LMP2      | No 37 Jackie Chan DC Racing     | 1 min 47 s 250 | +9 s 946  | 14     |
| 15  | LMGTE Pro | No 67 Ford Chip Ganassi Racing  | 1 min 56 s 202 | +18 s 898 | 15     |
| 16  | LMGTE Pro | No 71 AF Corse                  | 1 min 57 s 011 | +19 s 707 | 16     |
| 17  | LMGTE Pro | No 95 Aston Martin Racing       | 1 min 57 s 117 | +19 s 813 | 17     |
| 18  | LMGTE Pro | No 66 Ford Chip Ganassi Team UK | 1 min 57 s 269 | +19 s 965 | 18     |
| 19  | LMGTE Pro | No 97 Aston Martin Racing       | 1 min 57 s 414 | +20 s 110 | 19     |
| 20  | LMGTE Pro | No 51 AF Corse                  | 1 min 57 s 466 | +20 s 162 | 20     |
| 21  | LMGTE Pro | No 91 Porsche GT Team           | 1 min 58 s 003 | +20 s 699 | 21     |
| 22  | LMGTE Pro | No 92 Porsche GT Team           | 1 min 58 s 066 | +20 s 762 | 22     |
| 23  | LMGTE Am  | No 98 Aston Martin Racing       | 1 min 59 s 562 | +22 s 258 | 23     |
| 24  | LMGTE Am  | No 54 Spirit of Race            | 2 min 00 s 608 | +23 s 304 | 24     |
| 25  | LMGTE Am  | No 77 Dempsey-Proton Racing     | 2 min 01 s 347 | +24 s 043 | 25     |
| 26  | LMGTE Am  | No 61 Clearwater Racing         | 2 min 01 s 621 | +24 s 317 | 26     |
| 27  | LMGTE Am  | No 86 Gulf Racing               | 2 min 01 s 925 | +24 s 621 | 27     |

## La course
Parti depuis la pole position au volant de la #7, Mike Conway laissa les commandes de la course à Sébastien Buemi, au volant de la voiture sœur dans le sixième tour de course. Mais un problème de barre anti-roulis sur la Toyota #7 pilotée par Mike Conway a ensuite permis au deux Porsche 919 Hybrid de rattraper leur retard, de le dépasser et par la même occasion de monter sur les deuxième et troisième marche du podium provisoire.
L’arrivée de la pluie par intermittence a ensuite perturbé la stratégie de la #8, qui a perdu du temps dans les stands à la suite d'une erreur dans le choix des pneumatiques Michelin. Sébastien Buemi gardant ses pneus sliks alors que les Porsche optaient pour des pneus intermédiaires.
Un problème de barre anti-roulis sur la Toyota #7 pilotée par Mike Conway a ensuite permis au deux Porsche de rattraper leur retard, de le dépasser et par la même occasion de monter sur les deuxième et troisième marche du podium provisoire.
Alors qu’il venait de prendre son premier relais en milieu de course, José María López est violemment sorti de piste dans le virage de Copse où il est venu percuter le mur de pneus. La Toyota TS050 Hybrid #7 était chaussée de pneus slicks alors que la pluie venait de faire son retour. Une combinaisons de facteurs mêlant problème de barre anti-roulis et de pluie qui a ruiné la course de la Toyota.
Les commissaires de piste ont remis la Toyota sur le bord de la piste et José María López a pu regagner son garage au ralenti. Après plus d’une heure de réparation, la voiture a pu reprendre la piste entre les mains de Mike Conway qui sortait des stands en 26e place. Le pilote argentin se rendant au centre médicale du circuit puis au centre hospitalier pour des examens complémentaires, qui n’ont fort heureusement décelé aucune séquelles.
Au fil des arrêts aux stands, les Porsche se retrouvèrent en tête de la course avec un « splash and dash » de la #2 qui a permis à Brendon Hartley de reprendre la piste en leader de la course, à 30 minutes de l’arrivée.
Mais c’était sans compter sur le suisse Sébastien Buemi qui a tout donné dans cette dernière demi-heure pour combler le retard de 7 secondes sur la Porsche et reprendre la tête de la course dans les dernières minutes et de la garder jusqu'à la ligne d'arrivée.

## Résultats
Voici le classement officiel au terme de la course.
- Les premiers de chaque catégorie du championnat du monde sont signalés par un fond jaune.
- Pour la colonne Pneus, il faut passer le curseur au-dessus du modèle pour connaître le manufacturier de pneumatiques.

| Pos | Cat       | n° | Équipe                    | Pilotes                                                 | Châssis                       | Pneus | Tours |
| Pos | Cat       | n° | Équipe                    | Pilotes                                                 | Moteur                        | Pneus | Tours |
| --- | --------- | -- | ------------------------- | ------------------------------------------------------- | ----------------------------- | ----- | ----- |
| 1   | LMP1      | 8  | Toyota Gazoo Racing       | Anthony Davidson Sébastien Buemi Kazuki Nakajima        | Toyota TS050 Hybrid           | M     | 197   |
| 1   | LMP1      | 8  | Toyota Gazoo Racing       | Anthony Davidson Sébastien Buemi Kazuki Nakajima        | Toyota 2,4 L Turbo V6         | M     | 197   |
| 2   | LMP1      | 2  | Porsche LMP Team          | Timo Bernhard Earl Bamber Brendon Hartley               | Porsche 919 Hybrid            | M     | 197   |
| 2   | LMP1      | 2  | Porsche LMP Team          | Timo Bernhard Earl Bamber Brendon Hartley               | Porsche 2,0 L Turbo V4        | M     | 197   |
| 3   | LMP1      | 1  | Porsche LMP Team          | Neel Jani Nick Tandy André Lotterer                     | Porsche 919 Hybrid            | M     | 197   |
| 3   | LMP1      | 1  | Porsche LMP Team          | Neel Jani Nick Tandy André Lotterer                     | Porsche 2,0 L Turbo V4        | M     | 197   |
| 4   | LMP2      | 38 | Jackie Chan DC Racing     | Ho-Pin Tung Oliver Jarvis Thomas Laurent                | Oreca 07                      | D     | 184   |
| 4   | LMP2      | 38 | Jackie Chan DC Racing     | Ho-Pin Tung Oliver Jarvis Thomas Laurent                | Gibson GK428 4.2 L V8         | D     | 184   |
| 5   | LMP2      | 31 | Vaillante Rebellion       | Julien Canal Nicolas Prost Bruno Senna                  | Oreca 07                      | D     | 184   |
| 5   | LMP2      | 31 | Vaillante Rebellion       | Julien Canal Nicolas Prost Bruno Senna                  | Gibson GK428 4.2 L V8         | D     | 184   |
| 6   | LMP2      | 28 | TDS Racing                | François Perrodo Matthieu Vaxiviere Emmanuel Collard    | Oreca 07                      | D     | 184   |
| 6   | LMP2      | 28 | TDS Racing                | François Perrodo Matthieu Vaxiviere Emmanuel Collard    | Gibson GK428 4.2 L V8         | D     | 184   |
| 7   | LMP2      | 36 | Signatech Alpine Matmut   | Nicolas Lapierre Gustavo Menezes Matthew Rao            | Alpine A470                   | D     | 183   |
| 7   | LMP2      | 36 | Signatech Alpine Matmut   | Nicolas Lapierre Gustavo Menezes Matthew Rao            | Gibson GK428 4.2 L V8         | D     | 183   |
| 8   | LMP2      | 26 | G-Drive Racing            | Roman Rusinov Pierre Thiriet Alex Lynn                  | Oreca 07                      | D     | 183   |
| 8   | LMP2      | 26 | G-Drive Racing            | Roman Rusinov Pierre Thiriet Alex Lynn                  | Gibson GK428 4.2 L V8         | D     | 183   |
| 9   | LMP2      | 24 | CEFC Manor TRS Racing     | Tor Graves Jonathan Hirschi Jean-Éric Vergne            | Oreca 07                      | D     | 183   |
| 9   | LMP2      | 24 | CEFC Manor TRS Racing     | Tor Graves Jonathan Hirschi Jean-Éric Vergne            | Gibson GK428 4.2 L V8         | D     | 183   |
| 10  | LMP2      | 25 | CEFC Manor TRS Racing     | Roberto González Simon Trummer Vitaly Petrov            | Oreca 07                      | D     | 182   |
| 10  | LMP2      | 25 | CEFC Manor TRS Racing     | Roberto González Simon Trummer Vitaly Petrov            | Gibson GK428 4.2 L V8         | D     | 182   |
| 11  | LMP2      | 37 | Jackie Chan DC Racing     | David Cheng Alex Brundle Tristan Gommendy               | Oreca 07                      | D     | 182   |
| 11  | LMP2      | 37 | Jackie Chan DC Racing     | David Cheng Alex Brundle Tristan Gommendy               | Gibson GK428 4.2 L V8         | D     | 182   |
| 12  | LMP2      | 13 | Vaillante Rebellion       | Mathias Beche David Heinemeier Hansson Nelson Piquet Jr | Oreca 07                      | D     | 172   |
| 12  | LMP2      | 13 | Vaillante Rebellion       | Mathias Beche David Heinemeier Hansson Nelson Piquet Jr | Gibson GK428 4.2 L V8         | D     | 172   |
| 13  | LMGTE Pro | 67 | Ford Chip Ganassi Team UK | Andy Priaulx Harry Tincknell Pipo Derani                | Ford GT GTE                   | M     | 171   |
| 13  | LMGTE Pro | 67 | Ford Chip Ganassi Team UK | Andy Priaulx Harry Tincknell Pipo Derani                | Ford EcoBoost 3,5 L Turbo V6  | M     | 171   |
| 14  | LMGTE Pro | 51 | AF Corse                  | James Calado Alessandro Pier Guidi                      | Ferrari 488 GTE               | M     | 171   |
| 14  | LMGTE Pro | 51 | AF Corse                  | James Calado Alessandro Pier Guidi                      | Ferrari F154CB 3,9 L Turbo V8 | M     | 171   |
| 15  | LMGTE Pro | 91 | Porsche GT Team           | Richard Lietz Frédéric Makowiecki                       | Porsche 911 RSR               | M     | 171   |
| 15  | LMGTE Pro | 91 | Porsche GT Team           | Richard Lietz Frédéric Makowiecki                       | Porsche 4,0 L Flat-6          | M     | 171   |
| 16  | LMGTE Pro | 66 | Ford Chip Ganassi Team UK | Stefan Mücke Olivier Pla Billy Johnson                  | Ford GT GTE                   | M     | 171   |
| 16  | LMGTE Pro | 66 | Ford Chip Ganassi Team UK | Stefan Mücke Olivier Pla Billy Johnson                  | Ford EcoBoost 3,5 L Turbo V6  | M     | 171   |
| 17  | LMGTE Pro | 71 | AF Corse                  | Davide Rigon Sam Bird                                   | Ferrari 488 GTE               | M     | 170   |
| 17  | LMGTE Pro | 71 | AF Corse                  | Davide Rigon Sam Bird                                   | Ferrari F154CB 3,9 L Turbo V8 | M     | 170   |
| 18  | LMGTE Pro | 95 | Aston Martin Racing       | Nicki Thiim Marco Sørensen Richie Stanaway              | Aston Martin V8 Vantage GTE   | D     | 170   |
| 18  | LMGTE Pro | 95 | Aston Martin Racing       | Nicki Thiim Marco Sørensen Richie Stanaway              | Aston Martin 4,5 L V8         | D     | 170   |
| 19  | LMGTE Pro | 97 | Aston Martin Racing       | Darren Turner Jonathan Adam Daniel Serra                | Aston Martin V8 Vantage GTE   | D     | 168   |
| 19  | LMGTE Pro | 97 | Aston Martin Racing       | Darren Turner Jonathan Adam Daniel Serra                | Aston Martin 4,5 L V8         | D     | 168   |
| 20  | LMGTE Am  | 61 | Clearwater Racing         | Weng Sun Mok Keita Sawa Matthew Griffin                 | Ferrari 488 GTE               | M     | 166   |
| 20  | LMGTE Am  | 61 | Clearwater Racing         | Weng Sun Mok Keita Sawa Matthew Griffin                 | Ferrari F154CB 3,9 L Turbo V8 | M     | 166   |
| 21  | LMGTE Am  | 98 | Aston Martin Racing       | Paul Dalla Lana Pedro Lamy Mathias Lauda                | Aston Martin V8 Vantage GTE   | D     | 166   |
| 21  | LMGTE Am  | 98 | Aston Martin Racing       | Paul Dalla Lana Pedro Lamy Mathias Lauda                | Aston Martin 4,5 L V8         | D     | 166   |
| 22  | LMGTE Am  | 77 | Dempsey-Proton Racing     | Christian Ried Matteo Cairoli Marvin Dienst             | Porsche 911 RSR               | D     | 166   |
| 22  | LMGTE Am  | 77 | Dempsey-Proton Racing     | Christian Ried Matteo Cairoli Marvin Dienst             | Porsche 4,0 L Flat-6          | D     | 166   |
| 23  | LMP1      | 7  | Toyota Gazoo Racing       | Mike Conway Kamui Kobayashi José María López            | Toyota TS050 Hybrid           | M     | 159   |
| 23  | LMP1      | 7  | Toyota Gazoo Racing       | Mike Conway Kamui Kobayashi José María López            | Toyota 2,4 L Turbo V6         | M     | 159   |
| 24  | LMGTE Am  | 86 | Gulf Racing               | Michael Wainwright Ben Barker Nick Foster               | Porsche 911 RSR               | D     | 143   |
| 24  | LMGTE Am  | 86 | Gulf Racing               | Michael Wainwright Ben Barker Nick Foster               | Porsche 4,0 L Flat-6          | D     | 143   |
| Abd | LMGTE Am  | 54 | Spirit of Race            | Thomas Flohr Francesco Castellacci Miguel Molina        | Ferrari 488 GTE               | M     | 165   |
| Abd | LMGTE Am  | 54 | Spirit of Race            | Thomas Flohr Francesco Castellacci Miguel Molina        | Ferrari F154CB 3,9 L Turbo V8 | M     | 165   |
| Abd | LMP1      | 4  | ByKolles Racing           | Oliver Webb Dominik Kraihamer James Rossiter            | Enso CLM P1/01                | M     | 155   |
| Abd | LMP1      | 4  | ByKolles Racing           | Oliver Webb Dominik Kraihamer James Rossiter            | Nismo VRX30A 3.0 L Turbo V6   | M     | 155   |
| Abd | LMGTE Pro | 92 | Porsche GT Team           | Michael Christensen Kévin Estre                         | Porsche 911 RSR               | M     | 95    |
| Abd | LMGTE Pro | 92 | Porsche GT Team           | Michael Christensen Kévin Estre                         | Porsche 4,0 L Flat-6          | M     | 95    |

## Classements

### Attribution des points
| Système des points | Système des points | Système des points | Système des points | Système des points | Système des points | Système des points | Système des points | Système des points | Système des points | Système des points | Système des points |
| Position           | 1er                | 2e                 | 3e                 | 4e                 | 5e                 | 6e                 | 7e                 | 8e                 | 9e                 | 10e                | Au-delà            |
| ------------------ | ------------------ | ------------------ | ------------------ | ------------------ | ------------------ | ------------------ | ------------------ | ------------------ | ------------------ | ------------------ | ------------------ |
| Points             | 25                 | 18                 | 15                 | 12                 | 10                 | 8                  | 6                  | 4                  | 2                  | 1                  | 0.5                |

Les points sont doublés lors des 24 Heures du Mans. 1 point est délivré aux pilotes et teams obtenant la pole position dans chaque catégorie. Pour marquer des points, il faut parcourir au minimum 3 tours sous drapeau vert et accomplir au moins 70 % de la distance parcourue par le vainqueur.

### Classement pilotes
Cette saison, 4 titres sont délivrés aux pilotes :
- Le Championnat du monde est disputé uniquement par les pilotes LMP 1 et LMP 2.
- Les pilotes appartenant aux catégories GT Pro et GT Am se disputent quant à eux une Coupe du monde.
- 2 Trophées Endurance FIA sont attribués aux pilotes appartenant aux catégories LMP 2 et GT Am.

#### Championnat du monde d'endurance FIA— Pilotes
| Pos. | Pilote                   | Équipe                  | SIL | SPA | LMS | NÜR | MEX | CDA | FUJ | SHA | BHR | Total points |
| ---- | ------------------------ | ----------------------- | --- | --- | --- | --- | --- | --- | --- | --- | --- | ------------ |
| 1    | Anthony Davidson         | Toyota Gazoo Racing     | 1   |     |     |     |     |     |     |     |     | 25           |
| 1    | Kazuki Nakajima          | Toyota Gazoo Racing     | 1   |     |     |     |     |     |     |     |     | 25           |
| 1    | Sébastien Buemi          | Toyota Gazoo Racing     | 1   |     |     |     |     |     |     |     |     | 25           |
| 2    | Brendon Hartley          | Porsche LMP Team        | 2   |     |     |     |     |     |     |     |     | 18           |
| 2    | Earl Bamber              | Porsche LMP Team        | 2   |     |     |     |     |     |     |     |     | 18           |
| 2    | Timo Bernhard            | Porsche LMP Team        | 2   |     |     |     |     |     |     |     |     | 18           |
| 3    | André Lotterer           | Porsche LMP Team        | 3   |     |     |     |     |     |     |     |     | 15           |
| 3    | Neel Jani                | Porsche LMP Team        | 3   |     |     |     |     |     |     |     |     | 15           |
| 3    | Nick Tandy               | Porsche LMP Team        | 3   |     |     |     |     |     |     |     |     | 15           |
| 4    | Ho-Pin Tung              | Jackie Chan DC Racing   | 4   |     |     |     |     |     |     |     |     | 12           |
| 4    | Oliver Jarvis            | Jackie Chan DC Racing   | 4   |     |     |     |     |     |     |     |     | 12           |
| 4    | Thomas Laurent           | Jackie Chan DC Racing   | 4   |     |     |     |     |     |     |     |     | 12           |
| 5    | Bruno Senna              | Vaillante Rebellion     | 5   |     |     |     |     |     |     |     |     | 10           |
| 5    | Julien Canal             | Vaillante Rebellion     | 5   |     |     |     |     |     |     |     |     | 10           |
| 5    | Nicolas Prost            | Vaillante Rebellion     | 5   |     |     |     |     |     |     |     |     | 10           |
| 6    | Emmanuel Collard         | TDS Racing              | 6   |     |     |     |     |     |     |     |     | 8            |
| 6    | François Perrodo         | TDS Racing              | 6   |     |     |     |     |     |     |     |     | 8            |
| 6    | Matthieu Vaxiviere       | TDS Racing              | 6   |     |     |     |     |     |     |     |     | 8            |
| 7    | Gustavo Menezes          | Signatech Alpine Matmut | 7   |     |     |     |     |     |     |     |     | 6            |
| 7    | Matthew Rao              | Signatech Alpine Matmut | 7   |     |     |     |     |     |     |     |     | 6            |
| 7    | Nicolas Lapierre         | Signatech Alpine Matmut | 7   |     |     |     |     |     |     |     |     | 6            |
| 8    | Alex Lynn                | G-Drive Racing          | 8   |     |     |     |     |     |     |     |     | 4            |
| 8    | Pierre Thiriet           | G-Drive Racing          | 8   |     |     |     |     |     |     |     |     | 4            |
| 8    | Roman Rusinov            | G-Drive Racing          | 8   |     |     |     |     |     |     |     |     | 4            |
| 9    | Jean-Éric Vergne         | CEFC Manor TRS Racing   | 9   |     |     |     |     |     |     |     |     | 2            |
| 9    | Jonathan Hirschi         | CEFC Manor TRS Racing   | 9   |     |     |     |     |     |     |     |     | 2            |
| 9    | Tor Graves               | CEFC Manor TRS Racing   | 9   |     |     |     |     |     |     |     |     | 2            |
| 10   | José María López         | Toyota Gazoo Racing     | 23  |     |     |     |     |     |     |     |     | 1,5          |
| 10   | Kamui Kobayashi          | Toyota Gazoo Racing     | 23  |     |     |     |     |     |     |     |     | 1,5          |
| 10   | Mike Conway              | Toyota Gazoo Racing     | 23  |     |     |     |     |     |     |     |     | 1,5          |
| 11   | Roberto González         | CEFC Manor TRS Racing   | 10  |     |     |     |     |     |     |     |     | 1            |
| 11   | Simon Trummer            | CEFC Manor TRS Racing   | 10  |     |     |     |     |     |     |     |     | 1            |
| 11   | Vitaly Petrov            | CEFC Manor TRS Racing   | 10  |     |     |     |     |     |     |     |     | 1            |
| 12   | Alex Brundle             | Jackie Chan DC Racing   | 11  |     |     |     |     |     |     |     |     | 0,5          |
| 12   | David Cheng              | Jackie Chan DC Racing   | 11  |     |     |     |     |     |     |     |     | 0,5          |
| 12   | Tristan Gommendy         | Jackie Chan DC Racing   | 11  |     |     |     |     |     |     |     |     | 0,5          |
| 12   | David Heinemeier Hansson | Vaillante Rebellion     | 12  |     |     |     |     |     |     |     |     | 0,5          |
| 12   | Mathias Beche            | Vaillante Rebellion     | 12  |     |     |     |     |     |     |     |     | 0,5          |
| 12   | Nelson Piquet Jr         | Vaillante Rebellion     | 12  |     |     |     |     |     |     |     |     | 0,5          |
| 13   | Dominik Kraihamer        | ByKolles Racing         | Ret |     |     |     |     |     |     |     |     | 0            |
| 13   | James Rossiter           | ByKolles Racing         | Ret |     |     |     |     |     |     |     |     | 0            |
| 13   | Oliver Webb              | ByKolles Racing         | Ret |     |     |     |     |     |     |     |     | 0            |
| Pos. | Pilote                   | Équipe                  | SIL | SPA | LMS | NÜR | MEX | CDA | FUJ | SHA | BHR | Total points |

| Couleur | Résultat                     |
| ------- | ---------------------------- |
| Or      | Vainqueur                    |
| Argent  | 2e place                     |
| Bronze  | 3e place                     |
| Vert    | Terminé, dans les points     |
| Bleu    | Terminé, pas dans les points |
| Violet  | Abandon (Ab.) ou (Ret)       |
| Violet  | Non classé (NC)              |
| Rouge   | Pas qualifié (DNQ)           |
| Noir    | Disqualifié (DSQ)            |
| Blanc   | Pas au départ (DNS)          |
| Blanc   | Forfait (WD)                 |
| Blanc   | N'a pas participé (DNP)      |
| Blanc   | Blessé (INJ)                 |
| Blanc   | Exclu (EX)                   |
| Blanc   | Course annulée (C)           |

#### Coupe du monde d'endurance FIA pour les pilotes GT
| Pos. | Pilote                | Équipe                    | Voiture                  | SIL | SPA | LMS | NÜR | MEX | CDA | FUJ | SHA | BHR | Total points |
| ---- | --------------------- | ------------------------- | ------------------------ | --- | --- | --- | --- | --- | --- | --- | --- | --- | ------------ |
| 1    | Andy Priaulx          | Ford Chip Ganassi Team UK | Ford GT GTE Ecoboost     | 1   |     |     |     |     |     |     |     |     | 26           |
| 1    | Harry Tincknell       | Ford Chip Ganassi Team UK | Ford GT GTE Ecoboost     | 1   |     |     |     |     |     |     |     |     | 26           |
| 1    | Pipo Derani           | Ford Chip Ganassi Team UK | Ford GT GTE Ecoboost     | 1   |     |     |     |     |     |     |     |     | 26           |
| 2    | James Calado          | AF Corse                  | Ferrari 488 GTE          | 2   |     |     |     |     |     |     |     |     | 18           |
| 2    | Alessandro Pier Guidi | AF Corse                  | Ferrari 488 GTE          | 2   |     |     |     |     |     |     |     |     | 18           |
| 3    | Richard Lietz         | Porsche GT Team           | Porsche 911 RSR          | 3   |     |     |     |     |     |     |     |     | 15           |
| 3    | Frédéric Makowiecki   | Porsche GT Team           | Porsche 911 RSR          | 3   |     |     |     |     |     |     |     |     | 15           |
| 4    | Stefan Mücke          | Ford Chip Ganassi Team UK | Ford GT GTE Ecoboost     | 4   |     |     |     |     |     |     |     |     | 12           |
| 4    | Olivier Pla           | Ford Chip Ganassi Team UK | Ford GT GTE Ecoboost     | 4   |     |     |     |     |     |     |     |     | 12           |
| 4    | Billy Johnson         | Ford Chip Ganassi Team UK | Ford GT GTE Ecoboost     | 4   |     |     |     |     |     |     |     |     | 12           |
| 5    | Sam Bird              | AF Corse                  | Ferrari 488 GTE          | 5   |     |     |     |     |     |     |     |     | 10           |
| 5    | Davide Rigon          | AF Corse                  | Ferrari 488 GTE          | 5   |     |     |     |     |     |     |     |     | 10           |
| 6    | Nicki Thiim           | Aston Martin Racing       | Aston Martin Vantage GTE | 6   |     |     |     |     |     |     |     |     | 8            |
| 6    | Marco Sørensen        | Aston Martin Racing       | Aston Martin Vantage GTE | 6   |     |     |     |     |     |     |     |     | 8            |
| 6    | Richie Stanaway       | Aston Martin Racing       | Aston Martin Vantage GTE | 6   |     |     |     |     |     |     |     |     | 8            |
| 7    | Darren Turner         | Aston Martin Racing       | Aston Martin Vantage GTE | 7   |     |     |     |     |     |     |     |     | 6            |
| 7    | Jonathan Adam         | Aston Martin Racing       | Aston Martin Vantage GTE | 7   |     |     |     |     |     |     |     |     | 6            |
| 7    | Daniel Serra          | Aston Martin Racing       | Aston Martin Vantage GTE | 7   |     |     |     |     |     |     |     |     | 6            |
| 8    | Matthew Griffin       | Clearwater Racing         | Ferrari 488 GTE          | 8   |     |     |     |     |     |     |     |     | 4            |
| 8    | Weng Sun Mok          | Clearwater Racing         | Ferrari 488 GTE          | 8   |     |     |     |     |     |     |     |     | 4            |
| 8    | Keita Sawa            | Clearwater Racing         | Ferrari 488 GTE          | 8   |     |     |     |     |     |     |     |     | 4            |
| 9    | Paul Dalla Lana       | Aston Martin Racing       | Aston Martin Vantage GTE | 9   |     |     |     |     |     |     |     |     | 2            |
| 9    | Pedro Lamy            | Aston Martin Racing       | Aston Martin Vantage GTE | 9   |     |     |     |     |     |     |     |     | 2            |
| 9    | Mathias Lauda         | Aston Martin Racing       | Aston Martin Vantage GTE | 9   |     |     |     |     |     |     |     |     | 2            |
| 10   | Christian Ried        | Dempsey-Proton Racing     | Porsche 911 RSR          | 10  |     |     |     |     |     |     |     |     | 1            |
| 10   | Marvin Dienst (de)    | Dempsey-Proton Racing     | Porsche 911 RSR          | 10  |     |     |     |     |     |     |     |     | 1            |
| 10   | Matteo Cairoli        | Dempsey-Proton Racing     | Porsche 911 RSR          | 10  |     |     |     |     |     |     |     |     | 1            |
| 11   | Michael Wainwright    | Gulf Racing               | Porsche 911 RSR          | 11  |     |     |     |     |     |     |     |     | 0,5          |
| 11   | Ben Barker            | Gulf Racing               | Porsche 911 RSR          | 11  |     |     |     |     |     |     |     |     | 0,5          |
| 11   | Nick Foster           | Gulf Racing               | Porsche 911 RSR          | 11  |     |     |     |     |     |     |     |     | 0,5          |
| 12   | Thomas Flohr          | Spirit of Race            | Ferrari 488 GTE          | Ret |     |     |     |     |     |     |     |     | 0            |
| 12   | Francesco Castellacci | Spirit of Race            | Ferrari 488 GTE          | Ret |     |     |     |     |     |     |     |     | 0            |
| 12   | Miguel Molina         | Spirit of Race            | Ferrari 488 GTE          | Ret |     |     |     |     |     |     |     |     | 0            |
| 12   | Michael Christensen   | Porsche GT Team           | Porsche 911 RSR          | Ret |     |     |     |     |     |     |     |     | 0            |
| 12   | Kévin Estre           | Porsche GT Team           | Porsche 911 RSR          | Ret |     |     |     |     |     |     |     |     | 0            |
| Pos. | Pilote                | Équipe                    |                          | SIL | SPA | LMS | NÜR | MEX | CDA | FUJ | SHA | BHR | Total points |

#### Trophée Endurance FIA pour les pilotes LMP2
| Pos. | Pilote                   | Équipe                  | SIL | SPA | LMS | NÜR | MEX | CDA | FUJ | SHA | BHR | Total points |
| ---- | ------------------------ | ----------------------- | --- | --- | --- | --- | --- | --- | --- | --- | --- | ------------ |
| 1    | Ho-Pin Tung              | Jackie Chan DC Racing   | 1   |     |     |     |     |     |     |     |     | 25           |
| 1    | Oliver Jarvis            | Jackie Chan DC Racing   | 1   |     |     |     |     |     |     |     |     | 25           |
| 1    | Thomas Laurent           | Jackie Chan DC Racing   | 1   |     |     |     |     |     |     |     |     | 25           |
| 2    | Bruno Senna              | Vaillante Rebellion     | 2   |     |     |     |     |     |     |     |     | 18           |
| 2    | Julien Canal             | Vaillante Rebellion     | 2   |     |     |     |     |     |     |     |     | 18           |
| 2    | Nicolas Prost            | Vaillante Rebellion     | 2   |     |     |     |     |     |     |     |     | 18           |
| 3    | Emmanuel Collard         | TDS Racing              | 3   |     |     |     |     |     |     |     |     | 15           |
| 3    | François Perrodo         | TDS Racing              | 3   |     |     |     |     |     |     |     |     | 15           |
| 3    | Matthieu Vaxiviere       | TDS Racing              | 3   |     |     |     |     |     |     |     |     | 15           |
| 4    | Gustavo Menezes          | Signatech Alpine Matmut | 4   |     |     |     |     |     |     |     |     | 12           |
| 4    | Matthew Rao              | Signatech Alpine Matmut | 4   |     |     |     |     |     |     |     |     | 12           |
| 4    | Nicolas Lapierre         | Signatech Alpine Matmut | 4   |     |     |     |     |     |     |     |     | 12           |
| 5    | Alex Lynn                | G-Drive Racing          | 5   |     |     |     |     |     |     |     |     | 11           |
| 5    | Pierre Thiriet           | G-Drive Racing          | 5   |     |     |     |     |     |     |     |     | 11           |
| 5    | Roman Rusinov            | G-Drive Racing          | 5   |     |     |     |     |     |     |     |     | 11           |
| 6    | Jean-Éric Vergne         | CEFC Manor TRS Racing   | 6   |     |     |     |     |     |     |     |     | 8            |
| 6    | Jonathan Hirschi         | CEFC Manor TRS Racing   | 6   |     |     |     |     |     |     |     |     | 8            |
| 6    | Tor Graves               | CEFC Manor TRS Racing   | 6   |     |     |     |     |     |     |     |     | 8            |
| 7    | Roberto González         | CEFC Manor TRS Racing   | 7   |     |     |     |     |     |     |     |     | 6            |
| 7    | Simon Trummer            | CEFC Manor TRS Racing   | 7   |     |     |     |     |     |     |     |     | 6            |
| 7    | Vitaly Petrov            | CEFC Manor TRS Racing   | 7   |     |     |     |     |     |     |     |     | 6            |
| 8    | Alex Brundle             | Jackie Chan DC Racing   | 8   |     |     |     |     |     |     |     |     | 4            |
| 8    | David Cheng              | Jackie Chan DC Racing   | 8   |     |     |     |     |     |     |     |     | 4            |
| 8    | Tristan Gommendy         | Jackie Chan DC Racing   | 8   |     |     |     |     |     |     |     |     | 4            |
| 9    | David Heinemeier Hansson | Vaillante Rebellion     | 9   |     |     |     |     |     |     |     |     | 2            |
| 9    | Mathias Beche            | Vaillante Rebellion     | 9   |     |     |     |     |     |     |     |     | 2            |
| 9    | Nelson Piquet Jr         | Vaillante Rebellion     | 9   |     |     |     |     |     |     |     |     | 2            |
| Pos. | Pilote                   | Équipe                  | SIL | SPA | LMS | NÜR | MEX | CDA | FUJ | SHA | BHR | Total points |

#### Trophée Endurance FIA pour les pilotes GT Am
| Pos. | Pilote                | Équipe                | Voiture                  | SIL | SPA | LMS | NÜR | MEX | CDA | FUJ | SHA | BHR | Total points |
| ---- | --------------------- | --------------------- | ------------------------ | --- | --- | --- | --- | --- | --- | --- | --- | --- | ------------ |
| 1    | Matthew Griffin       | Clearwater Racing     | Ferrari 488 GTE          | 1   |     |     |     |     |     |     |     |     | 25           |
| 1    | Weng Sun Mok          | Clearwater Racing     | Ferrari 488 GTE          | 1   |     |     |     |     |     |     |     |     | 25           |
| 1    | Keita Sawa            | Clearwater Racing     | Ferrari 488 GTE          | 1   |     |     |     |     |     |     |     |     | 25           |
| 2    | Paul Dalla Lana       | Aston Martin Racing   | Aston Martin Vantage GTE | 2   |     |     |     |     |     |     |     |     | 19           |
| 2    | Pedro Lamy            | Aston Martin Racing   | Aston Martin Vantage GTE | 2   |     |     |     |     |     |     |     |     | 19           |
| 2    | Mathias Lauda         | Aston Martin Racing   | Aston Martin Vantage GTE | 2   |     |     |     |     |     |     |     |     | 19           |
| 3    | Christian Ried        | Dempsey-Proton Racing | Porsche 911 RSR          | 3   |     |     |     |     |     |     |     |     | 15           |
| 3    | Marvin Dienst (de)    | Dempsey-Proton Racing | Porsche 911 RSR          | 3   |     |     |     |     |     |     |     |     | 15           |
| 3    | Matteo Cairoli        | Dempsey-Proton Racing | Porsche 911 RSR          | 3   |     |     |     |     |     |     |     |     | 15           |
| 4    | Michael Wainwright    | Gulf Racing           | Porsche 911 RSR          | 4   |     |     |     |     |     |     |     |     | 12           |
| 4    | Ben Barker            | Gulf Racing           | Porsche 911 RSR          | 4   |     |     |     |     |     |     |     |     | 12           |
| 4    | Nick Foster           | Gulf Racing           | Porsche 911 RSR          | 4   |     |     |     |     |     |     |     |     | 12           |
| 5    | Thomas Flohr          | Spirit of Race        | Ferrari 488 GTE          | Ret |     |     |     |     |     |     |     |     | 0            |
| 5    | Francesco Castellacci | Spirit of Race        | Ferrari 488 GTE          | Ret |     |     |     |     |     |     |     |     | 0            |
| 6    | Miguel Molina         | Spirit of Race        | Ferrari 488 GTE          | Ret |     |     |     |     |     |     |     |     | 0            |

### Championnat des Constructeurs
2 championnats constructeurs distincts sont présents dans ce championnat. L'un est destiné aux Sport-prototypes alors que l'autre est réservé aux voitures Grand tourisme. Le Championnat du Monde des Constructeurs est destiné seulement aux constructeurs engagés en LMP1, et les points proviennent seulement du meilleur score enregistré par le constructeur lors de chaque manche. Concernant le barème des points, chaque constructeur cumule les points obtenus par ses 2 meilleures voitures et cela lors de chaque manche.

#### Championnat du monde d'endurance FIA— Constructeurs
| Pos. | Constructeur | SIL | SPA | LMS | NÜR | MEX | CDA | FUJ | SHA | BHR | Total points |
| ---- | ------------ | --- | --- | --- | --- | --- | --- | --- | --- | --- | ------------ |
| 1    | Porsche      | 2   |     |     |     |     |     |     |     |     | 33           |
| 1    | Porsche      | 3   |     |     |     |     |     |     |     |     | 33           |
| 2    | Toyota       | 1   |     |     |     |     |     |     |     |     | 26,5         |
| 2    | Toyota       | 4   |     |     |     |     |     |     |     |     | 26,5         |

#### Coupe du Monde d'Endurance FIA pour les Constructeurs GT
| Pos. | Constructeur | SIL | SPA | LMS | NÜR | MEX | CDA | FUJ | SHA | BHR | Total points |
| ---- | ------------ | --- | --- | --- | --- | --- | --- | --- | --- | --- | ------------ |
| 1    | Ford         | 1   |     |     |     |     |     |     |     |     | 37           |
| 1    | Ford         | 4   |     |     |     |     |     |     |     |     | 37           |
| 2    | Ferrari      | 2   |     |     |     |     |     |     |     |     | 28           |
| 2    | Ferrari      | 5   |     |     |     |     |     |     |     |     | 28           |
| 3    | Porsche      | 3   |     |     |     |     |     |     |     |     | 16           |
| 3    | Porsche      | Ret |     |     |     |     |     |     |     |     | 16           |
| 4    | Aston Martin | 6   |     |     |     |     |     |     |     |     | 14           |
| 4    | Aston Martin | 7   |     |     |     |     |     |     |     |     | 14           |

### Championnat des Équipes
Toutes les équipes des 4 catégories de ce championnat sont représentées pour le Trophée Endurance FIA, sachant que chaque voiture marque ses propres points.

#### Trophée Endurance FIA pour les Équipes LMP2
| Pos. | Voiture | Équipe                  | SIL | SPA | LMS | NÜR | MEX | CDA | FUJ | SHA | BHR | Total points |
| ---- | ------- | ----------------------- | --- | --- | --- | --- | --- | --- | --- | --- | --- | ------------ |
| 1    | 37      | Jackie Chan DC Racing   | 1   |     |     |     |     |     |     |     |     | 25           |
| 2    | 31      | Vaillante Rebellion     | 2   |     |     |     |     |     |     |     |     | 18           |
| 3    | 28      | TDS Racing              | 3   |     |     |     |     |     |     |     |     | 15           |
| 4    | 36      | Signatech Alpine Matmut | 4   |     |     |     |     |     |     |     |     | 12           |
| 5    | 26      | G-Drive Racing          | 5   |     |     |     |     |     |     |     |     | 11           |
| 6    | 24      | CEFC Manor TRS Racing   | 6   |     |     |     |     |     |     |     |     | 8            |
| 7    | 25      | CEFC Manor TRS Racing   | 7   |     |     |     |     |     |     |     |     | 6            |
| 8    | 38      | Jackie Chan DC Racing   | 8   |     |     |     |     |     |     |     |     | 4            |
| 9    | 13      | Vaillante Rebellion     | 9   |     |     |     |     |     |     |     |     | 2            |
| Pos. | Pilote  | Équipe                  | SIL | SPA | LMS | NÜR | MEX | CDA | FUJ | SHA | BHR | Total points |

#### Trophée Endurance FIA pour les Équipes GT Pro
| Pos. | Voiture | Équipe                    | SIL | SPA | LMS | NÜR | MEX | CDA | FUJ | SHA | BHR | Total points |
| ---- | ------- | ------------------------- | --- | --- | --- | --- | --- | --- | --- | --- | --- | ------------ |
| 1    | 67      | Ford Chip Ganassi Team UK | 1   |     |     |     |     |     |     |     |     | 26           |
| 2    | 51      | AF Corse                  | 2   |     |     |     |     |     |     |     |     | 18           |
| 3    | 91      | Porsche GT Team           | 3   |     |     |     |     |     |     |     |     | 15           |
| 4    | 66      | Ford Chip Ganassi Team UK | 4   |     |     |     |     |     |     |     |     | 12           |
| 5    | 71      | AF Corse                  | 5   |     |     |     |     |     |     |     |     | 10           |
| 6    | 95      | Aston Martin Racing       | 6   |     |     |     |     |     |     |     |     | 8            |
| 7    | 97      | Aston Martin Racing       | 7   |     |     |     |     |     |     |     |     | 6            |
| 8    | 9       | Porsche GT Team           | Ret |     |     |     |     |     |     |     |     | 0            |
| Pos. | Pilote  | Équipe                    | SIL | SPA | LMS | NÜR | MEX | CDA | FUJ | SHA | BHR | Total points |

#### Trophée Endurance FIA pour les Équipes GT Am
| Pos. | Voiture | Équipe                | SIL | SPA | LMS | NÜR | MEX | CDA | FUJ | SHA | BHR | Total points |
| ---- | ------- | --------------------- | --- | --- | --- | --- | --- | --- | --- | --- | --- | ------------ |
| 1    | 61      | Clearwater Racing     | 1   |     |     |     |     |     |     |     |     | 25           |
| 2    | 98      | Aston Martin Racing   | 2   |     |     |     |     |     |     |     |     | 18           |
| 3    | 77      | Dempsey-Proton Racing | 3   |     |     |     |     |     |     |     |     | 15           |
| 4    | 86      | Gulf Racing           | 4   |     |     |     |     |     |     |     |     | 12           |
| 5    | 54      | Spirit of Race        | Ret |     |     |     |     |     |     |     |     | 0            |
| Pos. | Pilote  | Équipe                | SIL | SPA | LMS | NÜR | MEX | CDA | FUJ | SHA | BHR | Total points |